# Google Cloud Datastore
Google Cloud Datastore ist ein hochskalierbarer, vollständig verwalteter NoSQL-Datenbankservice, der von Google auf der Google Cloud Platform angeboten wird. Google Cloud Datastore basiert auf Googles Bigtable- und Megastore-Technologie.

## Geschichte
Ursprünglich nur ein Feature in der Google App Engine, wurde der Google Cloud Datastore als Standalone-Produkt 2013 während der Google I/O angekündigt. Im Jahr 2018 wurde auf der Google Cloud Next-Konferenz die zweite Generation der Firestore-Datenbank mit einem Abwärtskompatibilitätsmodus für die allgemeine Verfügbarkeit freigegeben. Google bietet einen Pfad für das automatische Upgrade einer älteren Datastore-Datenbank auf Firestore im Datastore-Modus.

## GQL
Die Google Cloud Datastore-Datenbank hat eine SQL-ähnliche Syntax namens „GQL“ (Google Query Language). GQL unterstützt die Join-Anweisung nicht, stattdessen können One-to-Many- und Many-to-Many-Beziehungen mit ReferenceProperty realisiert werden. Dieser Shared-Nothing-Ansatz ermöglicht Festplattenausfälle, ohne dass das System ausfällt. Der Wechsel von einer relationalen Datenbank zu Cloud Datastore erfordert einen Paradigmenwechsel für Entwickler bei der Modellierung ihrer Daten.